# کامپوگرانده
کامپوگرانده مرکز ایالت ماتوگروسو جنوبی در برزیل است.